# Burton Downing
Burton Cecil Downing (San Jose, 5 febbraio 1885 – Red Bank, 1º gennaio 1929) è stato un pistard statunitense.

## Biografia
Downing partecipò ai Giochi olimpici di Saint Louis 1904 in tutte e sette le gare di ciclismo previste all'epoca. Vinse due ori nelle due miglia e venticinque miglia; tre argenti nel quarto di miglio, terzo di miglio e un miglio; un bronzo nel mezzo miglio. Downing prese parte anche alla gara di cinque miglia, ma non riuscì a completarla.

## Palmarès

### Saint Louis 1904
- Oro nelle due miglia
- Oro nelle venticinque miglia
- Argento nel quarto di miglio
- Argento nel terzo di miglio
- Argento nel miglio
- Bronzo nel mezzo miglio
- Ritirato nelle cinque miglia